# Siamón
Necherjeperra Setepenamón Siamón, o Siamón, fue el sexto faraón de la dinastía XXI, y gobernó desde el 978 hasta el 959 a. C. durante el Tercer periodo intermedio de Egipto. Es considerado uno de los reyes más poderosos de esta dinastía, después de Psusenes I.
Manetón comentó que Psinajes reinó nueve años, según Julio Africano y Eusebio de Cesarea, en la versión de Jorge Sincelo. En la versión armenia de Eusebio se le denomina Psinnaques. Los estudiosos estiman que reinó unos 19 años.

## Biografía

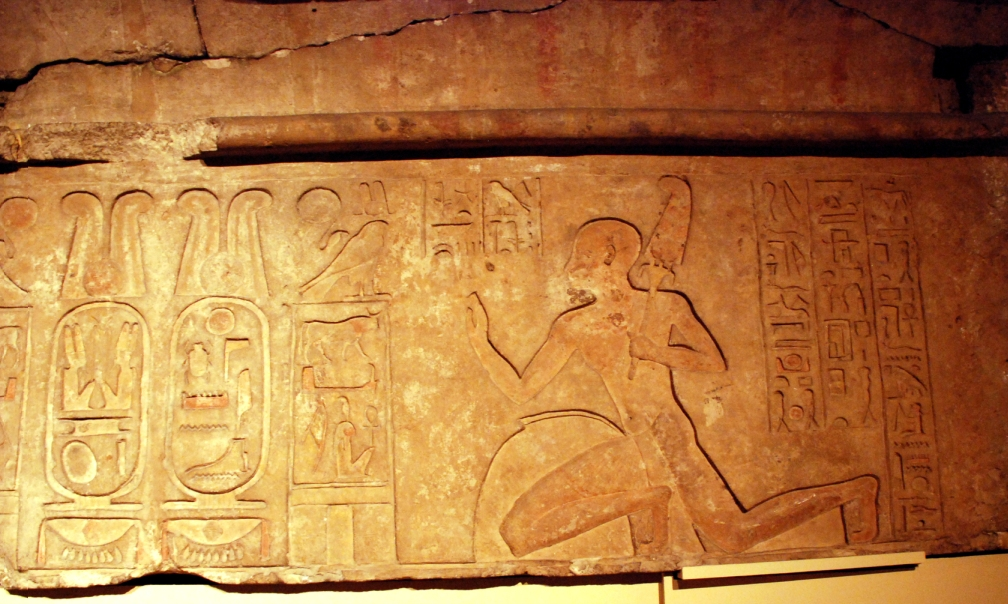
Titulatura de Siamón.

Siamón ordenó construir profusamente en el Bajo Egipto, duplicó el tamaño del templo de Amón en Tanis e inició varios trabajos en el templo de Horus en Mesen, según el egiptólogo francés Nicolas Grimal. Construyó en Heliópolis y en Pi-Ramsés donde aun perdura un bloque de piedra con su nombre. También edificó un nuevo templo dedicado a Amón en Menfis con seis columnas de piedra y puertas que llevan su nombre real. 
Concedió generosas ayudas a los sacerdotes menfitas de Ptah. En el Alto Egipto, aparece generalmente su epónimo Siamón en algunos monumentos de Tebas. En su época el Sumo sacerdote de Amón en Tebas, Pinedyem II, organizó el traslado y reentierro de las momias reales del Imperio Nuevo del Valle de los Reyes en un discreto escondite en Deir el-Bahari, la tumba DB320, para protegerlas de los saqueos. Estas actividades se datan del año primero al décimo del reinado de Siamón. 
Emprendió también la guerra en Canaán y cuando capturó la ciudad de Gezer, la empleó como dote para su hija, cuando ella se casó con Salomón, para consolidar las relaciones entre Egipto e Israel.

## Titulatura
| Titulatura | Jeroglífico | Transliteración (transcripción) - traducción - (referencias) |

| G5 |

| G5 |

| E2 · D40 | C10 | mr |

| E2 · D40 | C10 | mr |

| E2 · D40 | C10 | mr |

| E2 · D40 | C10 | mr |

| G5 |

| G5 |

| E2 · D40 | C10 | mr |

| E2 · D40 | C10 | mr |

| E2 · D40 | C10 | mr |

| E2 · D40 | C10 | mr |

| N5 | R8 | L1 | i | mn · n | U21 · n |

| N5 | R8 | L1 | i | mn · n | U21 · n |

| N5 | R8 | L1 | i | mn · n | U21 · n |

| N5 | R8 | L1 | i | mn · n | U21 · n |

| N5 | R8 | L1 | i | mn · n | U21 · n |

| N5 | R8 | L1 | i | mn · n | U21 · n |

| N5 | R8 | L1 | i | mn · n | U21 · n |

| N5 | R8 | L1 | i | mn · n | U21 · n |

| N5 | R8 | L1 | i | mn · n | U21 · n |

| N5 | R8 | L1 | i | mn · n | U21 · n |

| N5 | R8 | L1 | i | mn · n | U21 · n |

| N5 | R8 | L1 | i | mn · n | U21 · n |

| N5 | R8 | L1 | i | mn · n | U21 · n |

| N5 | R8 | L1 | i | mn · n | U21 · n |

| N5 | R8 | L1 | i | mn · n | U21 · n |

| N5 | R8 | L1 | i | mn · n | U21 · n |

| i | mn · n | G39 | Z1 |

| i | mn · n | G39 | Z1 |

| i | mn · n | G39 | Z1 |

| i | mn · n | G39 | Z1 |

| i | mn · n | G39 | Z1 |

| i | mn · n | G39 | Z1 |

| i | mn · n | G39 | Z1 |

| i | mn · n | G39 | Z1 |

| i | mn · n | G39 | Z1 |

| i | mn · n | G39 | Z1 |

| i | mn · n | G39 | Z1 |

| i | mn · n | G39 | Z1 |

| i | mn · n | G39 | Z1 |

| i | mn · n | G39 | Z1 |

| i | mn · n | G39 | Z1 |

| i | mn · n | G39 | Z1 |